# AnimatorDV
AnimatorDV är en mjukvara skapad av Wróblewski multimedia som gör det möjligt att skapa animerad film som använder sig av traditionell stop motion och/eller cut-out teknik.